# Jackson Mabokgwane
Jackson Mabokgwane (Polokwane, 19 gennaio 1988) è un calciatore sudafricano, portiere svincolato.

## Carriera

### Nazionale
Ha esordito in Nazionale nel 2015.